# MMHC Voordaan
MMHC Voordaan, ook wel Voordaan genoemd, is een hockeyclub uit Groenekan. 

## Geschiedenis
MMHC Voordaan werd opgericht op 6 november 1935. De oprichting vond plaats in de Utrechtse wijk Tuindorp, dat toen net als Groenekan nog deel uitmaakte van de gemeente Maartensdijk. Vandaar de naam "Maartensdijkse Mixed Hockey Club". De naam "Voordaan" werd ontleend aan het voormalige landgoed en huis Voordaan, en het gelijknamige bos naast het huidige complex.
Hoewel niet gezegd kan worden dat Voordaan nog een "kleine familieclub" is, heeft de vereniging veel kenmerken die dat beeld nog steeds versterken. De meeste leden kennen elkaar en, of er nu gewonnen of verloren wordt, na afloop is het er hoe dan ook niet minder gezellig om. Velen blijven graag na de wedstrijd "even hangen", kijken nog een wedstrijd van een van de andere teams of schuiven aan rond de (oude) open haard om er gezellig even bij te kletsen. Daarnaast wordt iedereen jaarlijks ingeschakeld voor allerlei hand-en-spandiensten rondom clubhuis en terrein en ook dat levert een bijdrage aan de saamhorigheid binnen de club.
Op sportief gebied doet Voordaan van zich spreken . In de zestiger jaren genoten de dames de meeste bekendheid (het toenmalige Dames 1 miste in 1966 op een haar na het landskampioenschap) en telde Voordaan meerdere internationals (met Heleen Welschen-van Rooij als meest bekende).
In het seizoen 2005/06 werden de heren verrassend kampioen in de Overgangsklasse B en moest er play offs gespeeld worden voor directe promotie met Kampong. Er werd met 0-4 en 5-2 verloren. Vervolgens verloren de heren ook van Hoofdklasser HC Eindhoven met 1-4 en 3-1 en kon er niet geprofiteerd worden van het kampioenschap in de Overgangsklasse.
In het seizoen 2006/07 van de Overgangsklasse eindigden de heren op de tweede plaats in poule achter Union en plaatsten zich daarmee voor play offs naar de Hoofdklasse. Na 3 wedstrijden won Voordaan van Schaerweijde (1-3, 3-2 en 4-2) en kon het zich opmaken voor promotiewedstrijden tegen Klein Zwitserland. De Hagenaars werden in de laatste wedstrijd onaangenaam verrast (3-2, 3-4 en 1-1, winst na strafballen). Hierdoor promoveerden de heren voor het eerst in de historie naar de Hoofdklasse ten koste van Klein Zwitserland.
In de allereerste competitiewedstrijd in de Hoofdklasse van het seizoen 2007/08 leidde de kersverse promovendus thuis met 3-0 met nog een kwartier te gaan tegen landskampioen Bloemendaal en leek een verrassing in de maak. Dat ene kwartier bleek toch voldoende voor Bloemendaal om 5 doelpunten te scoren en Voordaan verloor alsnog. In de rest van het seizoen werd er 4 keer gelijk gespeeld en alleen gewonnen bij Pinoké, hetgeen niet voldoende bleek om het verblijf in de Hoofdklasse met nog een seizoen te verlengen. Vanaf 2008 spelen de heren in de Overgangsklasse. In het seizoen 2011/12 werden de heren kampioen van de Overgangsklasse en promoveerden daardoor weer terug naar het hoogste niveau. Op 5 oktober 2012 boekte Voordaan de eerste thuisoverwinning in de Hoofdklasse van de clubhistorie. Uitgerekend plaatsgenoot SCHC werd met 2-1 verslagen in Groenekan. Dit seizoen werd afgesloten met degradatie naar de Overgangsklasse. Na twee seizoenen in de Overgangsklasse promoveerde Voordaan na Play-offs tegen de heren van SCHC rechtstreeks naar de Hoofdklasse.
Ook in het seizoen 2022-‘23 was Voordaan Heren 1 actief in de Hoofdklasse. Het behaalde daarin één punt en degradeerde naar de promotieklasse.
Voordaan was toen (en is nog steeds) de enige Hoofdklasseclub die geen salaris betaalt aan spelers, sterker nog: de spelers van Heren 1 betaalden gewoon contributie, floten hun wedstrijdjes en trainden verschillende jeugdteams.
De dames van Voordaan promoveerden in 2006 naar de Eerste klasse door een tweede plek in de Tweede klasse A. In 2011 werden de dames kampioen in de Eerste klasse A en promoveerden daarmee naar de Overgangsklasse.
De club heeft sinds de zomer van 2024 drie watervelden en één semi-waterveld. Er zijn in de zomer van 2024 twee zandvelden (veld 3 en 4) vervangen voor 2 watervelden. De club heeft ook nog twee oefenvelden. 